# Dick Bavetta
Richard « Dick » T. Bavetta (né le 10 décembre 1939 à Brooklyn, New York) est un arbitre de la NBA, professionnel de 1975 à 2014. Il n'a jamais raté un seul match assigné en 38 ans de carrière. Au cours de la saison NBA 2012-2013 il a atteint les 2 600 rencontres de saison régulière consécutives arbitrées, auxquelles s'ajoutent 250 matchs de playoff dont 30 matchs des finales NBA. Il détient le record de la ligue du plus grand nombre de matchs arbitrés. Il porte l'uniforme numéro 27.